# 尚-馬克·路易沙達
尚-馬克·路易沙達（法語：Jean-Marc Luisada，1958年6月3日—）是一名法國鋼琴家，出生於突尼西亞比塞大，他六歲時開始學習鋼琴

## 生平
路易沙達6歲開始學習鋼琴。16歲時進入巴黎音樂學院學習，師從多米尼克·梅萊和馬塞爾·錢皮（鋼琴），以及詹妮薇芙·喬伊（室內樂）。他也曾師從尼基塔·馬加洛夫和保羅·巴杜拉-斯科達。
1985年，他在華沙舉行的第11屆蕭邦國際鋼琴比賽中獲得第5名。
29歲時，他已在歐洲、美國和亞洲演出，被譽為「才華橫溢」的演奏家。
1998年，他與RCA紅印簽訂獨家協議。他錄製的唱片包括弗雷德里克·蕭邦的華爾滋和瑪祖卡，以及與塔利許四重奏合作錄製的蕭邦第一鋼琴協奏曲室內樂版本，鮮少有人聽過。
路易沙達是巴黎高等音樂學院的教師。他自稱是19世紀的人類，並經常在音樂中提到他對過去和歷史的熱愛。